# Laurent Tangy
Laurent Tangy est un directeur de la photographie.

## Filmographie partielle
- 2011 : Et soudain, tout le monde me manque de Jennifer Devoldère
- 2011 : The Incident d'Alexandre Courtès
- 2011 : Mike de Lars Blumers
- 2012 : Radiostars de Romain Levy
- 2013 : 20 ans d'écart de David Moreau
- 2014 : La French de Cédric Jimenez
- 2014 : Pyramide de Grégory Levasseur
- 2017 : HHhH de Cédric Jimenez
- 2018 : Le Grand Bain de Gilles Lellouche
- 2019 : Furie d'Olivier Abbou
- 2020 : #Jesuislà d'Éric Lartigau
- 2020 : BAC Nord de Cédric Jimenez
- 2021 : L'Événement d'Audrey Diwan
- 2022 : Le Tourbillon de la vie d'Olivier Treiner
- 2022 : Mascarade de Nicolas Bedos
- 2023 : L'Amour et les Forêts de Valérie Donzelli
- 2024 : Emmanuelle d'Audrey Diwan
- 2024 : L'Amour ouf de Gilles Lellouche

## Distinctions

### Nominations
- César de la meilleure photographie :
  - César 2019 pour Le Grand Bain
  - César 2025 pour L'Amour ouf